# Aganope polystachya
Aganope polystachya är en ärtväxtart som först beskrevs av George Bentham, och fick sitt nu gällande namn av Krishnamurthy Thothathri och D.N.Das. Aganope polystachya ingår i släktet Aganope och familjen ärtväxter. Inga underarter finns listade i Catalogue of Life.